# Hamburg-Altengamme

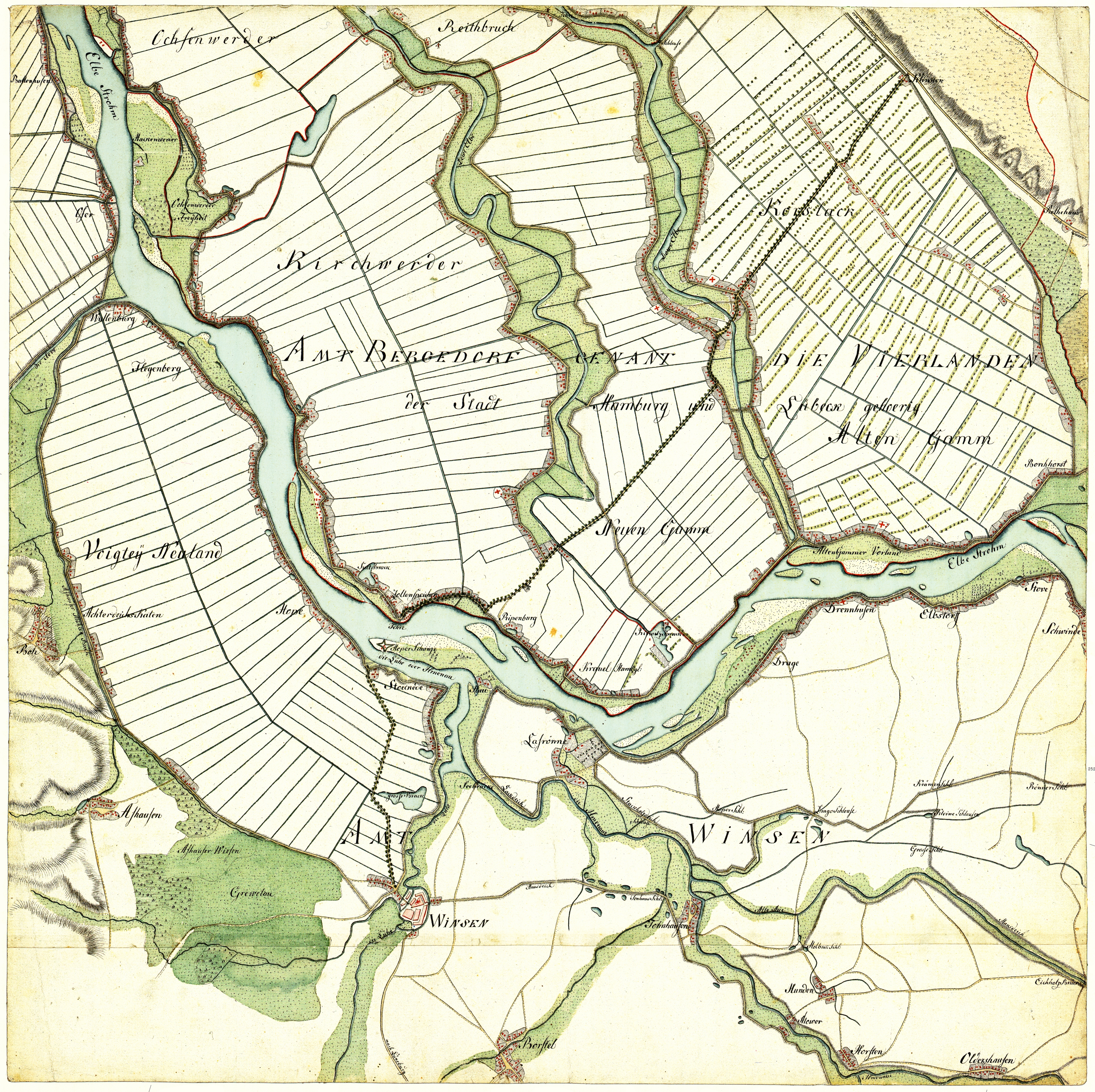
Altengamme um 1790

Altengamme ist ein Stadtteil der Freien und Hansestadt Hamburg. Er gehört zu den Vierlanden im Bezirk Bergedorf.

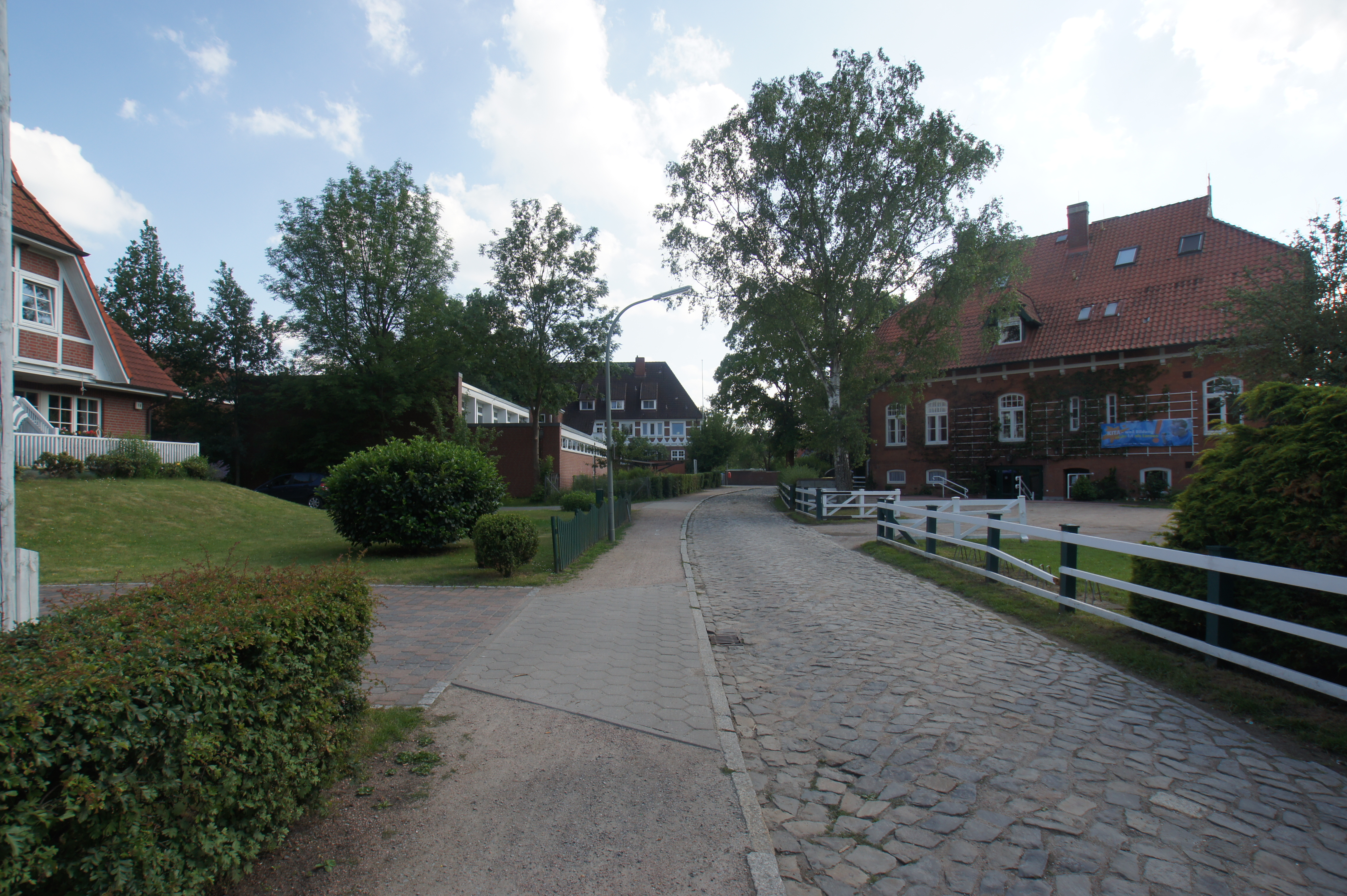
Das Pastorat an der Straße Kirchenstegel

## Geografie
Altengamme ist der östlichste Stadtteil der Hansestadt und liegt am Nordufer der Elbe.
Zu ihm gehört auch das Naturschutzgebiet Borghorster Elblandschaft, das aus den drei Teilgebieten Altengammer Elbwiesen, Borghorster Dünen und
dem durch einen Deichbruch entstandenen großen Borghorster Brack besteht.

## Geschichte
Altengamme wurde erstmals 1188 urkundlich erwähnt. Der Name bedeutet Alte Erde und leitet sich aus dem indogermanischen Wort Gham bzw. Ghama für Erde ab. 1420 erlangten Hamburg und Lübeck die gemeinsame Herrschaft über das Dorf. Seit 1556 ist es mit Curslack, Kirchwerder und Neuengamme als die Vierlande bekannt. Nach dem Ende der „beiderstädtischen“ Herrschaft gehörte Altengamme seit 1868 zum Hamburger Landgebiet (Landherrenschaft Bergedorf). 1938 erfolgte durch das Groß-Hamburg-Gesetz die vollständige Eingemeindung nach Hamburg.

### Einwohnerentwicklung
Daten laut Statistischem Amt Nord.
| 1987  | 1988  | 1989  | 1990  | 1991  | 1992  | 1993  | 1994  | 1995  | 1996  |
| 1,997 | 1,984 | 1,969 | 1,994 | 2,012 | 2,034 | 2,040 | 2,049 | 2,055 | 2,070 |

| 1997  | 1998  | 1999  | 2000  | 2001  | 2002  | 2003  | 2004  | 2005  | 2006  |
| 2,083 | 2,096 | 2,097 | 2,107 | 2,123 | 2,132 | 2,140 | 2,135 | 2,198 | 2,198 |

| 2007  | 2008  | 2009  | 2010  | 2011  | 2023  |
| 2,220 | 2,194 | 2,192 | 2,171 | 2.204 | 2.345 |

### Statistik
(Quelle: )
- Anteil der unter 18-Jährigen: 20,0 % [Hamburger Durchschnitt: 16,8 % (2023)]
- Anteil der über 64-Jährigen: 19,6 % [Hamburger Durchschnitt: 17,8 % (2023)]
- Ausländeranteil: 6,1 % [Hamburger Durchschnitt: 20,7 % (2023)]
- Arbeitslosenquote: 2,2 % [Hamburger Durchschnitt: 6,2 % (2023)]

Das durchschnittliche Einkommen je Steuerpflichtigen beträgt in Altengamme 60.190 Euro jährlich (2020), der Hamburger Gesamtdurchschnitt liegt bei 48.035 Euro.

## Politik
Für die Wahl zur Hamburgischen Bürgerschaft gehört Altengamme zum Wahlkreis Bergedorf. 
Bei den Bürgerschaftswahlen 2025, 2020, 2015, 2011, 2008, 2004, 2001, 1997, 1993, 1991 und 1987 kam es zu folgenden Ergebnissen:
| Wahljahr | SPD    | CDU    | Grüne 1) | AfD    | Linke 2) | FDP    | Übrige    |
| -------- | ------ | ------ | -------- | ------ | -------- | ------ | --------- |
| 2025     | 32,4 % | 29,6 % | 15,1 %   | 09,2 % | 06,7 %   | 01,8 % | 05,2 %    |
| 2020     | 37,6 % | 16,7 % | 19,3 %   | 05,8 % | 07,5 %   | 05,1 % | 08,0 %    |
| 2015     | 45,3 % | 21,1 % | 12,5 %   | 05,2 % | 04,1 %   | 07,5 % | 04,3 %    |
| 2011     | 49,4 % | 28,4 % | 09,7 %   | –      | 03,4 %   | 05,7 % | 03,4 %    |
| 2008     | 31,0 % | 49,1 % | 09,5 %   | –      | 03,2 %   | 04,8 % | 02,5 %    |
| 2004     | 26,3 % | 55,5 % | 08,7 %   | –      | –        | 04,3 % | 05,2 %    |
| 2001     | 35,0 % | 35,8 % | 07,1 %   | –      | 00,2 %   | 04,6 % | 17,4 % 3) |
| 1997     | 32,4 % | 39,2 % | 12,4 %   | –      | 00,0 %   | 03,8 % | 12,2 %    |
| 1993     | 40,8 % | 34,0 % | 09,7 %   | –      | –        | 04,2 % | 11,3 % 4) |
| 1991     | 42,1 % | 43,4 % | 06,6 %   | –      | –        | 06,0 % | 01,9 %    |
| 1987     | 36,4 % | 51,3 % | 05,5 %   | –      | –        | 06,3 % | 00,5 %    |

Bei den Wahlen zur Bezirksversammlung gehört der Stadtteil Altengamme zum Wahlkreis Vierlande I, bei Bundestagswahlen zählt er zum Bundestagswahlkreis Hamburg-Bergedorf – Harburg.

## Wirtschaft und Infrastruktur

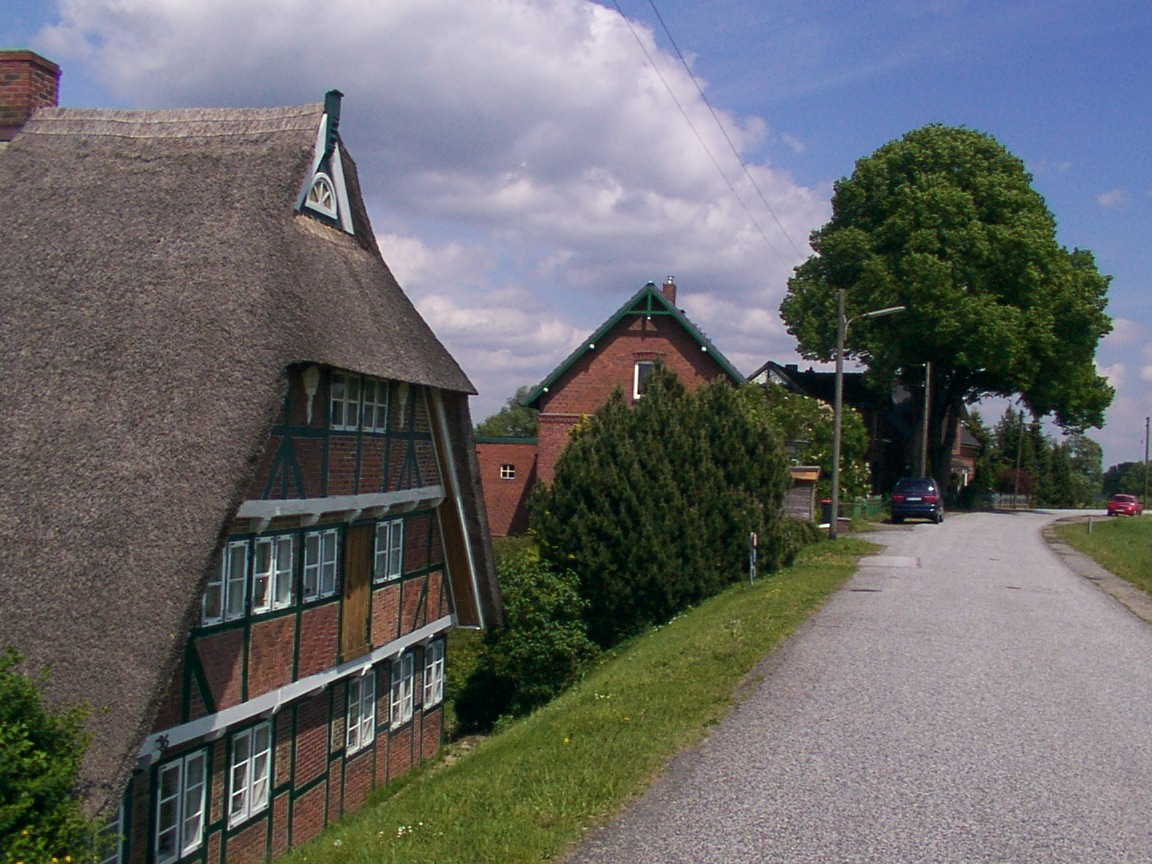
Typische Bausituation am alten Altengammer Elbdeich: bis direkt an den Deichfuß wurden die Häuser gebaut.

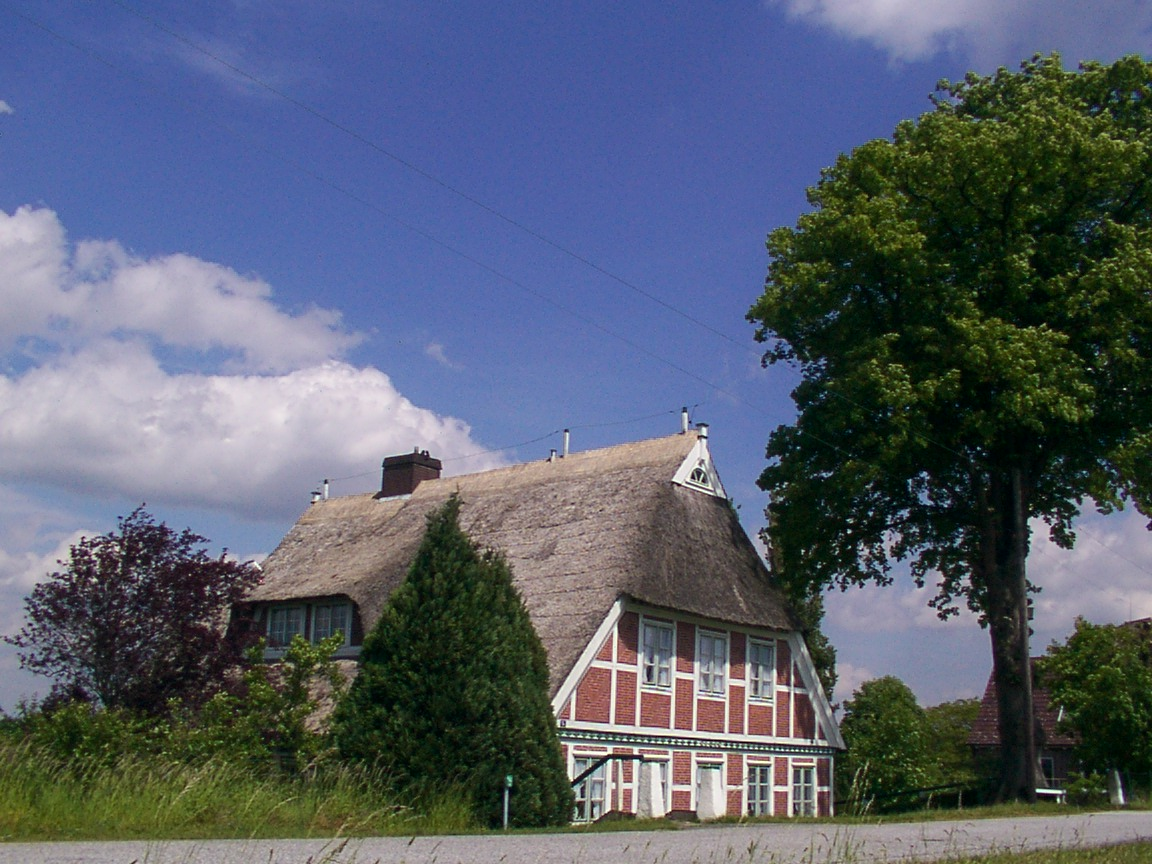
Denkmalgeschütztes Haus am alten Altengammer Elbdeich

Altengamme ist noch immer landwirtschaftlich geprägt, es werden vor allem Blumen, Obst und Gemüse angebaut. Außer landwirtschaftlichen Betrieben befinden sich mehrere Speditionen im Ort. Mit dem Gestüt Altengamme gibt es hier eine bedeutende Zucht von Trabrennpferden. Auch ist in Altengamme eine Gärtnerei ansässig, welche schon seit vier Generationen Pflanzen anbaut. Gärtnereien waren in den Vier- und Marschlanden früher sehr viele vertreten, heute wird die Zahl immer kleiner.
Durch den Norden Altengammes führt die Bundesautobahn 25. Die nächsten beiden Anschlussstellen liegen jedoch außerhalb Altengammes, in Curslack und in Geesthacht. Ebenfalls außerhalb Altengammes, jedoch rasch erreichbar, liegt die Bundesstraße 404 in Richtung Lüneburg. Über einen Bahnanschluss verfügt der Stadtteil seit 1953 nicht mehr. Die Busse fahren selten, im Regelfall nur einmal die Stunde.
Altengamme verfügt über eine Grundschule. Örtlicher Sportverein ist der SV Altengamme von 1928. Eine der ältesten Freiwilligen Feuerwehren Hamburgs – im Jahre 1878 gegründet –  hat ihren Stützpunkt in Altengamme. Bereits in den 1930er-Jahren wurde das „Sommerbad Altengamme“ gebaut. Das künstlich angelegte Becken wird aus einem 30 Meter tiefen Brunnen mit Grundwasser gespeist. Der Besuch des Sommerbades ist kostenlos.

## Kultur und Sehenswürdigkeiten

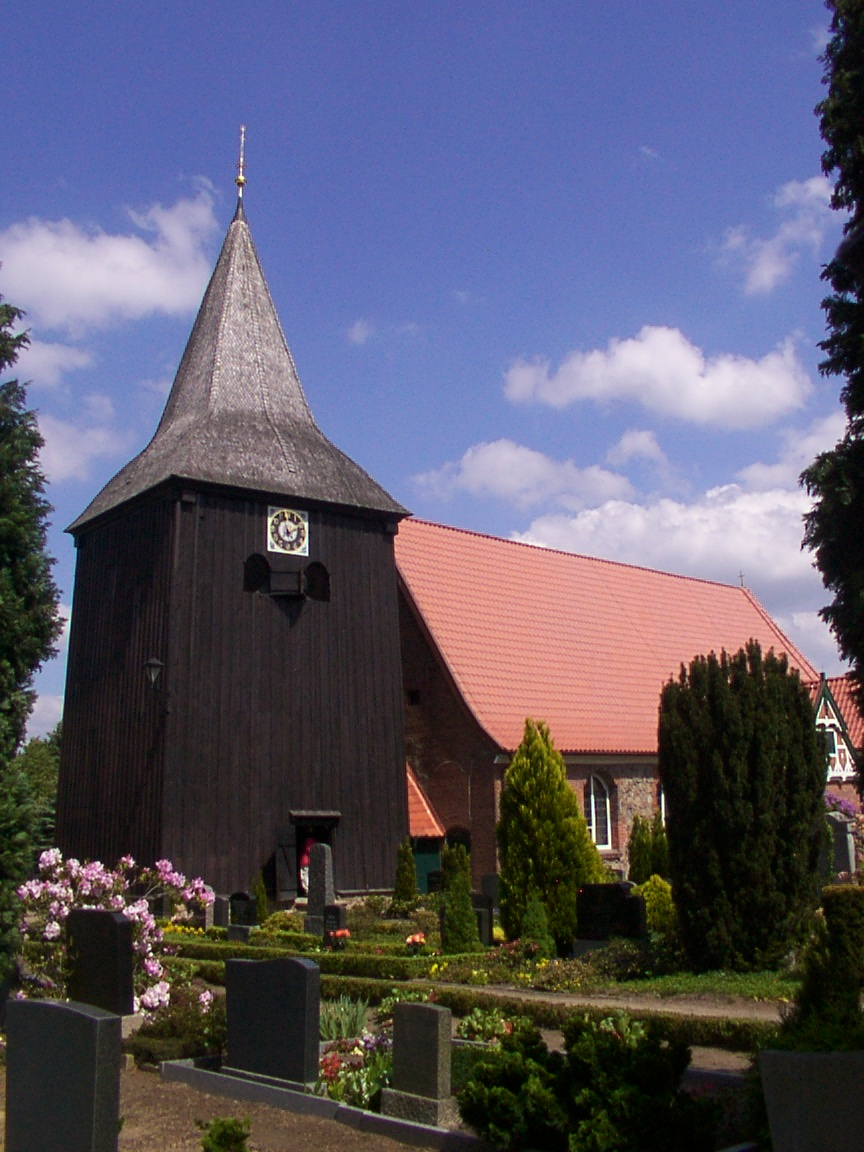
St. Nicolai von Süden

- Die evangelisch-lutherische Kirche St. Nicolai[9] stammt in ihren Ursprüngen aus dem 13. Jahrhundert. Die heutige Gestaltung stammt aus dem 17. Jahrhundert. Die Glocke „Celsa“ von 1487 hing ursprünglich im Hamburger Mariendom und nach dessen Abbruch wurde sie 1804 hierher gebracht.

- Das älteste noch im ursprünglichen Zustand erhaltene Gebäude ist ein hölzerner Turmspeicher aus dem Jahre 1562 am Horster Damm bei Nr. 351.[10]

- Ein Schiller-Gedenkstein, der im Jahre 1905 anlässlich des 100. Todestages des Dichters Friedrich Schiller an der Straße Kirchenstegel aufgestellt worden war, steht seit 2003 auf dem Schulhof der Altengammer Deich-Schule unter einer großen Eiche.[11]

- Der Holsteiner Gürtel von Hamburg-Altengamme ist ein prunkvoller Gürtel aus Eisen und Bronze, der 1931 in einer Urnenbestattung der vorrömischen Eisenzeit in Altengamme gefunden wurde  und jetzt in der Dauerausstellung des Archäologischen Museums Hamburg (früher Helms-Museum) in Hamburg-Harburg zu sehen ist.

## Persönlichkeiten
- Hertha Borchert (geborene Salchow; 1895–1985), deutsche Schriftstellerin, Mutter von Wolfgang Borchert
- Carl August Claussen (1881–1968), Marineoffizier und Konteradmiral
- Wilfried von Danckelmann (* 1943), deutscher CDU-Politiker und ehemaliger Abgeordneter der Hamburgischen Bürgerschaft